# 女子アナ天国マル生じゃ
『女子アナ天国マル生じゃ』（じょしアナてんごくマルなまじゃ）は、2001年10月から2002年3月まで中国放送（RCCテレビ）で水曜23:55 - 24:55に生放送されていた深夜番組である。正式な題名は、「生」の字を○で囲む表記になっていた。

## 概要
当時中国放送の女性アナウンサーに桑原姓・吉田姓のアナウンサーがそれぞれ2人ずつ在籍していたことから（たまたまである）成り立った番組とも言え、毎週桑原チームと吉田チームに分かれてガチンコ勝負を繰り広げたり、その日の放送で一番イケていなかった出演者が懺悔部屋で頭から水をかけられたりする企画を実施していた。また、番組を取り仕切る司会者が中国放送のアナウンサーやタレントではなく、中国放送のアルバイト社員だったのも特色の一つであった。
一度収録疑惑を払拭するため、番組中に司会者が時報（117）に電話を掛けて生放送であることを証明したこともある。

## 放送時間
- 水曜日 23:55 - 24:55（JST） - 同時間帯に他のTBS系列局で放送されていた『ワンダフル』は、中国放送（RCC）では本番組の後に時差ネットで放送されていた。

## 司会者
- 平和紘（たいらかずひろ） - 当時広島大学の学生だった。番組内では平清盛の末裔と称していたが、実際のところは不明。

## 出演者

### レギュラー
- 桑原麻美
- 桑原しおり
- 吉田幸
- 吉田千尋

### 穴埋めアナ
ガチンコ対決で負けたアナウンサーは罰ゲームとしてお使いに行き、その代わりとして登場。
- 田口麻衣
- 吉川明子
- 荒舩美栄

### 大御所
陰で君臨した。
- 山原玲子

なお、和佐由紀子（当時中国放送アナウンサー）は出演したことがない。